# Cu drag, Van Gogh
Cu drag, Van Gogh (în engleză Loving Vincent, în poloneză Twój Vincent) este un film avangardist polono-britanic dramatic istoric de animație pentru adulți din 2017, regizat și scris de DK Welchman (Dorota Kobiela) și Hugh Welchman. Prezintă viața pictorului Vincent Van Gogh, în special circumstanțele morții sale. Faptele din viața lui van Gogh au fost stabilite, printre altele pe baza a 800 de scrisori scrise de acesta. Este primul lungmetraj animat pictat complet. Cei doi Welchman au regizat și lungmetrajul  de animație pentru adulți din 2023, produs la fel prin tehnica de animație pictată, În numele pământului.
Conceput pentru prima dată ca un scurtmetraj de șapte minute în 2008, a fost realizat de Dorota Kobiela, pictoriță însăși, după ce a studiat tehnicile și povestea artistului prin scrisorile acestuia.
Filmul a fost finanțat de Institutul Polonez de Film și parțial printr-o campanie de crowdfunding prin Kickstarter. A strâns un buget de 5,5 milioane de dolari americani. Fiecare dintre cele 65.000 de cadre ale filmului reprezintă o pictură în ulei pe pânză, creată folosind aceleași tehnici ca și Van Gogh de o echipă de 125 de artiști de pe tot globul.
Filmul a avut premiera la Festivalul Internațional de Film de Animație de la Annecy din 2017.
Cu drag, Van Gogh a fost nominalizat la Globurile de Aur pentru cel mai bun film de animație, dar a pierdut competiția în fața filmului Coco. În ianuarie 2018, filmul a fost nominalizat la Premiul Oscar pentru cel mai bun film de animație. Cu drag, Van Gogh a primit premiul Academiei Europene de Film pentru cel mai bun film de animație.
Filmul a avut încasări de 42,1 milioane de dolari americani. A marcat rolul final al actriței Helen McCrory înainte de moartea ei în aprilie 2021.

## Rezumat
La un an după sinuciderea lui Vincent van Gogh, poștașul Joseph Roulin îi cere fiului său Armand să predea ultima scrisoare a lui Van Gogh fratelui acestuia, Theo. Roulin consideră moartea lui Vincent suspectă, deoarece, cu doar câteva săptămâni mai devreme, Van Gogh a susținut prin scrisori că starea lui era calmă și normală. Armand acceptă fără tragere de inimă și se îndreaptă spre Paris.
Père Tanguy, un furnizor de artă din Montmartre, îi spune lui Armand că Theo a murit de fapt la șase luni după Vincent. El îi sugerează lui Armand să se ducă la Auvers-sur-Oise și să-l caute pe doctorul Paul Gachet, care l-a găzduit pe Van Gogh după ieșirea acestuia dintr-un azil, i-a împărtășit dragostea pentru artă și a participat la înmormântarea sa. Odată ajuns acolo, Armand află că doctorul este plecat cu afaceri și va reveni peste o zi. Se cazează în același han în care a locuit și Van Gogh în perioada petrecută în zonă. Acolo o întâlnește pe proprietara Adeline Ravoux, care îl plăcea pe Van Gogh și, de asemenea, este surprinsă de moartea lui. La sugestia ei, Armand îl vizitează pe barcagiul local, care îl informează că Van Gogh a avut o relație apropiată cu fiica doctorului Gachet, Marguerite. Când Armand o vizitează, Marguerite neagă și este furioasă când Armand sugerează că starea de sinucidere a lui Van Gogh ar fi fost cauzată de o ceartă cu tatăl ei.
De-a lungul anchetei, Armand începe să suspecteze un băiat local pe nume René Secretan, căruia, se pare, îi plăcea să-l chinuie pe Van Gogh, acesta avea o armă și o lua deseori cu el prin oraș când era în stare de ebrietate. Dr. Mazery, care l-a examinat pe Van Gogh, susține, de asemenea, că împușcătura trebuie să fi venit de la câțiva metri distanță, excluzând sinuciderea atipică în stomac. Când Armand îl implică pe René, Marguerite mărturisește că a avut relații strânse, dar nu romantice, cu Van Gogh, dar nu crede că René a fost capabil de crimă.
Dr. Gachet se întoarce în cele din urmă și promite că va preda scrisoarea lui Armand văduvei lui Theo. El recunoaște că a existat o ceartă între ei – Van Gogh l-a acuzat pe Gachet că a fost un laș pentru că nu și-a urmărit visele, la care Gachet l-a acuzat furios pe Van Gogh că i-a înrăutățit sănătatea lui Theo depinzând prea mult de fratele său. Gachet presupune că această acuzație l-a determinat pe Van Gogh să se sinucidă pentru a-l elibera pe Theo de povară. După ce Armand revine acasă, poștașul Roulin primește mai târziu o scrisoare de la văduva lui Theo, Johanna, care îi mulțumește lui Armand pentru returnarea scrisorii. Johanna atașează la scrisoarea ei către Armand una dintre scrisorile lui Van Gogh către ea – semnată „Cu drag (iubirea ta), Van Gogh”.

## Distribuție

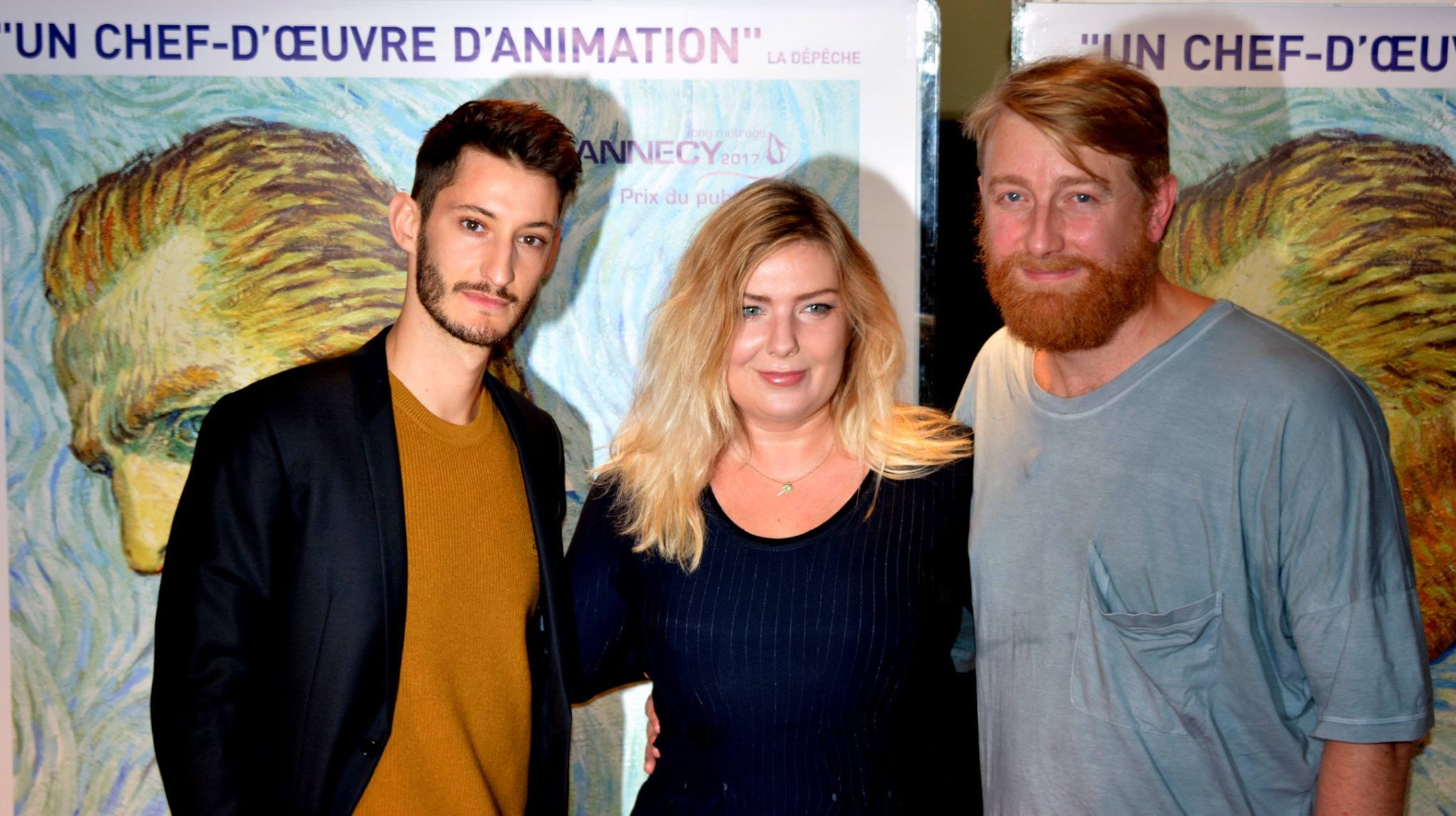
Regizorii Dorota Kobiela (centru) și Hugh Welchman (dreapta) la premiera franceză a filmului la Paris, cu actorul Pierre Niney (stânga).

Distribuția principală este următoarea:
- Robert Gulaczyk –  Vincent Van Gogh
- Douglas Booth –  Armand Roulin
- Jerome Flynn –  Paul Gachet
- Saoirse Ronan –  Marguerite Gachet
- Helen McCrory –  Louise Chevalier
- Chris O'Dowd –  Postman Joseph Roulin
- John Sessions –  Père Tanguy
- Eleanor Tomlinson –  Adeline Ravoux
- Aidan Turner –  Boatman
- James Greene –  Old Man
- Bill Thomas –  Dr. Mazery
- Martin Herdman –  Gendarme Rigaumon
- Robin Hodges –  Locotenentul Milliet
- Josh Burdett –  the Zouave
- Holly Earl –  La Mousmé
- Graham Pavey –  Mr Ravoux
- Joe Stuckey –  Idiot Boy
- Piotr Pamula –  Paul Gauguin
- Cezary Lukaszewicz –  Theo van Gogh
- Marcin Sosinski –  René Secretan

## Producție
Realizatorii filmului au ales pictori cu pregătire clasică în locul animatorilor tradiționali, deoarece, așa cum a spus Welchman mai târziu, a vrut să evite artiștii cu „stiluri personalizate” și să angajeze în schimb oameni care erau „pictori în ulei foarte puri”. Un total de 125 de pictori din peste 20 de țări au călătorit în Polonia pentru a lucra la proiect în urma selecției din aproximativ 5.000 de candidați, dintre care mulți au răspuns la un „reclamă de recrutare” online. Numărul de participanți a fost mai mare decât era preconizat inițial, ceea ce a însemnat că, din cauza dificultăților de obținere a finanțării, sarcina a trebuit să fie finalizată într-o perioadă de timp corespunzător mai scurtă.
Crearea storyboardului filmului s-a bazat pe picturile lui Van Gogh, uneori cu doar modificări minore ale acestora din urmă, dar uneori au fost efectuate transformări mai complexe care implică modificări ale vremii sau ale orei zilei. Deoarece artiștii pictau de obicei peste ramele odată ce au fost fotografiate, doar 1.000 din totalul de 65.000 de picturi produse pe parcursul proiectului au supraviețuit.
Filmul folosește o formă de rotoscopie. Producția filmului a început cu o distribuție live-action care a fost filmată pe un ecran verde. După filmare, editorii au compus picturile lui Van Gogh pe fundalurile scenei și, în cele din urmă, au decupat filmul ca de obicei. Cu toate acestea, odată ce filmul real a fost finalizat, au filmat fiecare cadru individual pe o pânză goală, iar artiștii au pictat peste fiecare imagine. În total, proiectul a durat 6 ani pentru a fi finalizat și, în descrierea procesului laborios implicat, Welchman a remarcat că autorii filmului „au inventat cu siguranță, fără îndoială, cea mai lentă formă de filmare concepută vreodată în 120 de ani.”

## Lansare și primire
Filmul este considerat un succes de box office, încasând peste 42,1 milioane de dolari americani în întreaga lume, la un buget de 5,5 milioane de dolari americani, încasările din Statele Unite ale Americii totalizând 6,7 milioane de dolari americani. Filmul a încasat în special 3 milioane de dolari americani în Coreea de Sud, 2,1 milioane de dolari americani în Italia și 10,8 milioane de dolari americani în China.
Pe site-ul web de agregare a recenziilor Rotten Tomatoes, 85% din cele 162 recenzii ale criticilor sunt pozitive, cu un rating mediu de 7.3/10. Consensul site-ului spune că: "realizările vizuale uimitoare ale lui Cu drag, Van Gogh fac ca acest film biografic despre Van Gogh să merite căutat – chiar dacă narațiunea sa este compusă mult mai puțin eficient."
Metacritic, care folosește o medie ponderată, a atribuit filmului un scor mediu de 62 din 100, pe baza a 21 recenzii, indicând recenzii „în general favorabile”.
A. O. Scott, în The New York Times, a considerat că aspectele vizuale ale filmului sunt inovatoare, declarând că: „spectatorul se obișnuiește și cu imaginile, iar uimirea față de tehnica inovatoare și minuțioasă a filmului începe să se estompeze. Dar farmecul său nu dispare niciodată, din motivele rezumate în titlu.” Actrița Angourie Rice a avut sentimente similare, scriind într-un eseu că „a fost o experiență atât de fascinantă să asist la interpretările actorilor transformate în picturi în stilul lui Van Gogh. Lucrul grozav la acest film este că m-a făcut să mă întreb ce a însemnat îmbinarea formelor de artă pentru artă, film și tot ce se află între ele.”
Giuseppe Sedia de la Krakow Post a lăudat stilul vizual impresionant al filmului. Cu toate acestea, el a adăugat: „În preocuparea lor de a menține spectatorii interesați, regizorii Kobiela și Welchman au construit un film supra-narat care atenuează spiritul în care preponderența dialogurilor împiedică imersiunea spectatorilor în frumusețea și materialitatea violentă a operei lui Van Gogh”.

### Premii și nominalizări
Filmul a câștigat premiul pentru cel mai popular lungmetraj internațional la Festivalul Internațional de Film de la Vancouver din 2017 A fost nominalizat la premiul Hollywood Music in Media în 2017 pentru cea mai bună muzică originală într-un film de animație. 
Filmul a avut premiera la Festivalul Internațional de Film de Animație de la Annecy din 2017, unde a câștigat premiul publicului. A mai câștigat Pocalul de Aur pentru cel mai bun film de animație la Festivalul Internațional de Film de la Shanghai.
A câștigat al XII-lea Festival Cine Inédito de Mérida (FCIM) după ce a obținut cel mai mare punctaj dintre filmele proiectate și, de asemenea, cel mai mare punctaj obținut în istoria evenimentului.
La 9 decembrie 2017, filmul a câștigat premiul pentru cel mai bun film de animație la a 30-a ediție a Premiilor Academiei Europene de Film de la Berlin.
A fost nominalizat la premiul Globul de Aur pentru cel mai bun film de animație, dar a pierdut competiția în fața filmului Coco. În ianuarie 2018, a fost nominalizat la Premiul Oscar pentru cel mai bun film de animație.
| An   | Ceremonie                                                  | Categorie                                                            | Primitor(i)                                      | Rezultat     | Ref.          |
| ---- | ---------------------------------------------------------- | -------------------------------------------------------------------- | ------------------------------------------------ | ------------ | ------------- |
| 2017 | A 30-a ediție a Premiilor Academiei Europene de Film       | Cel mai bun film de animație                                         | Dorota Kobiela, Hugh Welchman                    | Câștigat     | [ 44 ]        |
| 2017 | Premiul Asociației Criticilor de Film Columbus             | Cel mai bun film de animație                                         | Cu drag, Van Gogh                                | Runner-up    | [ 45 ]        |
| 2017 | Festivalul Internațional de Film de la Shanghai            | Cel mai bun film de animație                                         | Dorota Kobiela, Hugh Welchman                    | Câștigat     | [ 46 ]        |
| 2017 | Premiile Hollywood Music in Media, 2017                    | Cea mai bună coloană sonoră originală                                | Clint Mansell                                    | Nominalizare | [ 37 ]        |
| 2017 | Premiul Asociației Criticilor de Film din Florida          | Cel mai bun film de animație                                         | Cu drag, Van Gogh                                | Nominalizare | [ 47 ] [ 48 ] |
| 2018 | Festivalul Internațional de Film de la Vilnius             | Premiul publicului                                                   | Cu drag, Van Gogh                                | Câștigat     | [ 49 ]        |
| 2018 | A 75-a ediție a Premiilor Globul de Aur                    | cel mai bun film de animație                                         | Dorota Kobiela și Hugh Welchman                  | Nominalizare | [ 43 ]        |
| 2018 | Premiul Asociației Criticilor de Film din St. Louis        | cel mai bun film de animație                                         | Dorota Kobiela și Hugh Welchman                  | Nominalizare | [ 50 ]        |
| 2018 | Premiul Asociației Criticilor de Film din Washington, D.C. | cel mai bun film de animație                                         | Dorota Kobiela și Hugh Welchman                  | Nominalizare | [ 51 ]        |
| 2018 | Premiul Satellite (ed. 22)                                 | cel mai bun film de animație sau mixt                                | Cu drag, Van Gogh                                | Nominalizare | [ 52 ]        |
| 2018 | Premiul Asociației Criticilor de Film din Boston           | cel mai bun film de animație                                         | Cu drag, Van Gogh                                | 2nd Place    | [ 53 ] [ 54 ] |
| 2018 | Premiul Asociației Criticilor de Film (ed. 23)             | cel mai bun film de animație                                         | Dorota Kobiela și Hugh Welchman                  | Nominalizare | [ 55 ]        |
| 2018 | Oscar 2018                                                 | cel mai bun film de animație                                         | Dorota Kobiela, Hugh Welchman și Ivan Mactaggart | Nominalizare | [ 42 ]        |
| 2018 | Premiile Annie (ed. 45)                                    | cel mai bun film de animație — Independent                           | Hugh Welchman și Ivan Mactaggart                 | Nominalizare | [ 56 ]        |
| 2018 | Premiile Annie (ed. 45)                                    | Realizare remarcabilă pentru muzică într-o producție de film animat  | Clint Mansell                                    | Nominalizare | [ 56 ]        |
| 2018 | Premiile Annie (ed. 45)                                    | Realizare remarcabilă pentru scriere într-o producție de film animat | Dorota Kobiela, Hugh Welchman și Jacek Dehnel    | Nominalizare | [ 56 ]        |
| 2018 | Premiile BAFTA (ed. 71)                                    | Cel mai bun film de animație                                         | Dorota Kobiela, Hugh Welchman și Ivan Mactaggart | Nominalizare | [ 57 ]        |
| 2018 | Alianța Jurnalistelor de Film                              | Cel mai bun film de animație                                         | Dorota Kobiela, Hugh Welchman și Ivan Mactaggart | Câștigat     | [ 58 ]        |
| 2018 | Premiul Asociației Criticilor de Film din Georgia          | Cel mai bun film de animație                                         | Dorota Kobiela, Hugh Welchman și Ivan Mactaggart | Nominalizare | [ 59 ]        |
| 2018 | Art Directors Guild                                        | Design de producție într-un film animat                              | Matthew Button                                   | Nominalizare | [ 60 ]        |
| 2018 | Premia Zolotoi Opiol (Rusia)                               | Cel mai bun film străin                                              | Cu drag, Van Gogh                                | Câștigat     | [ 61 ]        |